# Hyboella jiuwanshanensis
Hyboella jiuwanshanensis är en insektsart som beskrevs av Deng, W.-a., Z. Zheng och S.-z. Wei 2009. Hyboella jiuwanshanensis ingår i släktet Hyboella och familjen torngräshoppor. Inga underarter finns listade i Catalogue of Life.